# Colletes desertorum
Colletes desertorum är en biart som beskrevs av Kuhlmann 2002. Colletes desertorum ingår i släktet sidenbin, och familjen korttungebin. Inga underarter finns listade i Catalogue of Life.